# Aegean Cup 2012
V roce 2012 se konal 13. ročník turnaje Mercedes Benz Aegean Cup. Jedná se o fotbalový turnaj mládežnických reprezentaci U16. Turnaj se uskutečnil v termínu od 17. do 22. ledna 2012 v Turecku v Manisanské privincii.

## Herní systém
Turnaje se zúčastnilo 8 týmů, které byly rozděleny do dvou skupin. Každý tým odehrál v rámci skupiny zápasy každý s každým a vítězové skupin postoupili do finále, druzí ve skupinách odehráli zápas o třetí místo.

## Stadiony
| Manisa                          | Salihli                          | Turgutlu                             | Akhisar                          |
| ------------------------------- | -------------------------------- | ------------------------------------ | -------------------------------- |
| May 19 Stadium Kapacita: 18 000 | Salihli R. Turan Kapacita: 5 000 | Turgutlu September 7 Kapacita: 4 100 | Akhisar district Kapacita: 3 000 |
| Kula                            | Saruhanli                        | Soma                                 | Manisa                           |
| Kula District Kapacita: 800     | Saruhan County Kapacita: 400     | Soma Ataturk Kapacita: 1 000         | Sart Stadi Kapacita: 480         |

## Zúčastněné týmy
- Turecko
- Česko
- USA
- Dánsko
- Francie
- Ukrajina
- Belgie
- Řecko

## Skupiny

### Skupina A
| #  | Tým     | Z | V | R | P | + | - | B |
| 1. | Turecko | 3 | 2 | 0 | 1 | 5 | 3 | 6 |
| 2. | Česko   | 3 | 2 | 0 | 1 | 6 | 3 | 6 |
| 3. | USA     | 3 | 1 | 0 | 2 | 4 | 8 | 3 |
| 4. | Dánsko  | 3 | 1 | 0 | 2 | 5 | 6 | 3 |

| 17. ledna 2012 14:00 EET          |       |                      |                                                   |
| Česko                             | 2 - 1 | Dánsko               | Kula District Stadium, Kula rozhodčí: Tolga Kadaz |
| 36' Štefan Danis 42' Štefan Danis |       | 65' Mathias Andersen | Kula District Stadium, Kula rozhodčí: Tolga Kadaz |

| 17. ledna 2012 14:00 EET         |       |                      |                                                             |
| Turecko                          | 2 - 1 | USA                  | Soma Ataturk Stadium, Soma(Turecko) rozhodčí: Ozkan Çeliker |
| 8' Egemen Zengin 46' Berk Yıldız |       | 54' DeAndre Robinson | Soma Ataturk Stadium, Soma(Turecko) rozhodčí: Ozkan Çeliker |

| 18. ledna 2012 13:00 EET                                |       |                                  |                                                   |
| USA                                                     | 3 - 2 | Dánsko                           | Turgutlu 7 Eylül, Turgutlu rozhodčí: Serkan Özkan |
| 40' Connor Donovan 46' Wesley Wade 76' DeAndre Robinson |       | 76' Mikkel Hansen 77' Mads Raben | Turgutlu 7 Eylül, Turgutlu rozhodčí: Serkan Özkan |

| 18. ledna 2012 14:00 EET         |       |       |                                                            |
| Turecko                          | 2 - 0 | Česko | Salihli Ramiz Turan Stadium, Salihli rozhodčí: Özgür Sepin |
| 40' Berk Yıldız 63' Furkan Yaman |       |       | Salihli Ramiz Turan Stadium, Salihli rozhodčí: Özgür Sepin |

| 20. ledna 2012 13:00 EET |       |                                                                           |                                                           |
| USA                      | 0 - 4 | Česko                                                                     | Saruhan District Stadium, Saruhan rozhodčí: Hakan Akmisir |
|                          |       | 24' Patrik Červeňák 37' Martin Toml 49' Štefan Danis 52' Lukáš Buchvaldek | Saruhan District Stadium, Saruhan rozhodčí: Hakan Akmisir |

| 20. ledna 2012 14:00 EET |       |                                      |                                                          |
| Turecko                  | 1 - 2 | Dánsko                               | Akhisar District Stadium, Akhisar rozhodčí: Polat Mersin |
| 59' Furkan Yaman         |       | 33' Kare Jensen 77' Mathias Andersen | Akhisar District Stadium, Akhisar rozhodčí: Polat Mersin |

### Skupina B
| #  | Tým      | Z | V | R | P | + | - | B |
| 1. | Francie  | 3 | 2 | 1 | 0 | 8 | 4 | 7 |
| 2. | Belgie   | 3 | 1 | 1 | 1 | 8 | 8 | 4 |
| 3. | Řecko    | 3 | 1 | 0 | 2 | 6 | 9 | 3 |
| 4. | Ukrajina | 3 | 0 | 2 | 1 | 6 | 7 | 2 |

| 17. ledna 2012 13:00 EET                            |       |                                                         |                                                         |
| Francie                                             | 3 - 3 | Ukrajina                                                | Akhisar District Stadium, Akhisar rozhodčí: Tolga Kadaz |
| 34' Neal Maupay 38' David Sambissa 70' Ulrich Nnomo |       | 21' Denis Arendaruk 22'Viktor Kovalenko 29' Igor Nechay | Akhisar District Stadium, Akhisar rozhodčí: Tolga Kadaz |

| 17. ledna 2012 13:00 EET                                                                                            |       |                                                                                                 |                                                   |
| Belgie | 5 - 4 | Řecko                                                                                           | Turgutlu 7 Eylül, Turgutlu rozhodčí: Alper Ulusoy |
| 3' Zakaria Bakkali 14' Charly Jr. Musonda 17' Zakaria Bakkali 27' (pen.) Andreas Pereira 42' (pen.) Zakaria Bakkali |       | 43' Emmanouil Saliakas 48' (pen.) Nikolaos Vergos 49'Koulouris Efthimios 60'Koulouris Efthimios | Turgutlu 7 Eylül, Turgutlu rozhodčí: Alper Ulusoy |

| 18. ledna 2012 13:00 EET            |       |                     |                                           |
| Francie                             | 2 - 1 | Belgie              | Sart Stadi, Manisa rozhodčí: Ferdi Uludag |
| 31' Sehrou Guirassy 40' Samed Kılıç |       | 74' Andreas Pereira | Sart Stadi, Manisa rozhodčí: Ferdi Uludag |

| 18. ledna 2012 14:00 EET |       |                                            |                                                                 |
| Ukrajina                 | 1 - 2 | Řecko                                      | Akhisar District Stadium, Akhisar rozhodčí: Ferhan Kestanlioglu |
| 37' Viktor Kovalenko     |       | 15' Emmanouil Saliakas 63' Nikolaos Vergos | Akhisar District Stadium, Akhisar rozhodčí: Ferhan Kestanlioglu |

| 20. ledna 2012 13:00 EET                               |       |       |                                                   |
| Francie                                                | 3 - 0 | Řecko | Turgutlu 7 Eylül, Turgutlu rozhodčí: Muhsín Cayan |
| 11' Oliver Ntcham 28' Neal Maupay 78' Dylan Mboumbouni |       |       | Turgutlu 7 Eylül, Turgutlu rozhodčí: Muhsín Cayan |

| 18. ledna 2012 14:00 EET                 |       |                                         |                                                                  |
| Ukrajina                                 | 2 - 2 | Belgie                                  | Salihli Ramiz Turan Stadium, Salihli rozhodčí: Deniz Ateş Bitnel |
| 5' Maxim Treťjakov 28' Beka Vechiberadze |       | 54' Andreas Pereira 80' Jinty Caenepeel | Salihli Ramiz Turan Stadium, Salihli rozhodčí: Deniz Ateş Bitnel |

## Zápasy o umístění

### Zápas o 3. místo
| 22. ledna 2012 11:00 EET         |       |                                                               |                                                                |
| Česko                            | 2 - 3 | Belgie                                                        | Saruhan District Stadium, Saruhan rozhodčí: Yaşar Kemal Uğurlu |
| 61' Jakub Yunis 70' Štefan Danis |       | 5' Jaadi Nabil 45' (pen.) Andreas Pereira 61' Andreas Pereira | Saruhan District Stadium, Saruhan rozhodčí: Yaşar Kemal Uğurlu |

### Finále
| 18. ledna 2012 14:00 EET |                    |                   |                                                    |
| Turecko                  | 1 - 1 (2 - 4 pen.) | Francie           | May 19 Stadium, Manisa rozhodčí: Deniz Ateş Bitnel |
| 30' Furkan Yaman         |                    | 58' Oliver Ntcham | May 19 Stadium, Manisa rozhodčí: Deniz Ateş Bitnel |

## Nejlepší střelci
| Pořadí | Hráč            | Góly | Země    | Klub             |
| ------ | --------------- | ---- | ------- | ---------------- |
| 1.     | Andreas Pereira | 5    | Belgie  | PSV Eindhoven    |
| 2.     | Štefan Danis    | 4    | Česko   | SK Sigma Olomouc |
|        | Furkan Yaman    | 4    | Turecko | Beşiktaş JK      |
| 4.     | Zakaria Bakkali | 3    | Belgie  | PSV Eindhoven    |

## Ocenění hráči
| Cena             | Hráč            | Země    | Klub               |
| ---------------- | --------------- | ------- | ------------------ |
| Nejlepší brankář | Dorian Grange   | Francie | Olympique Lyonnais |
| Nejlepší střelec | Andreas Pereira | Belgie  | PSV Eindhoven      |
| Nejlepší hráč    | Oliver Ntcham   | Francie | Le Havre AC        |
| Cena fair play   |                 | Česko   |                    |